# Landbouwmechanisatie

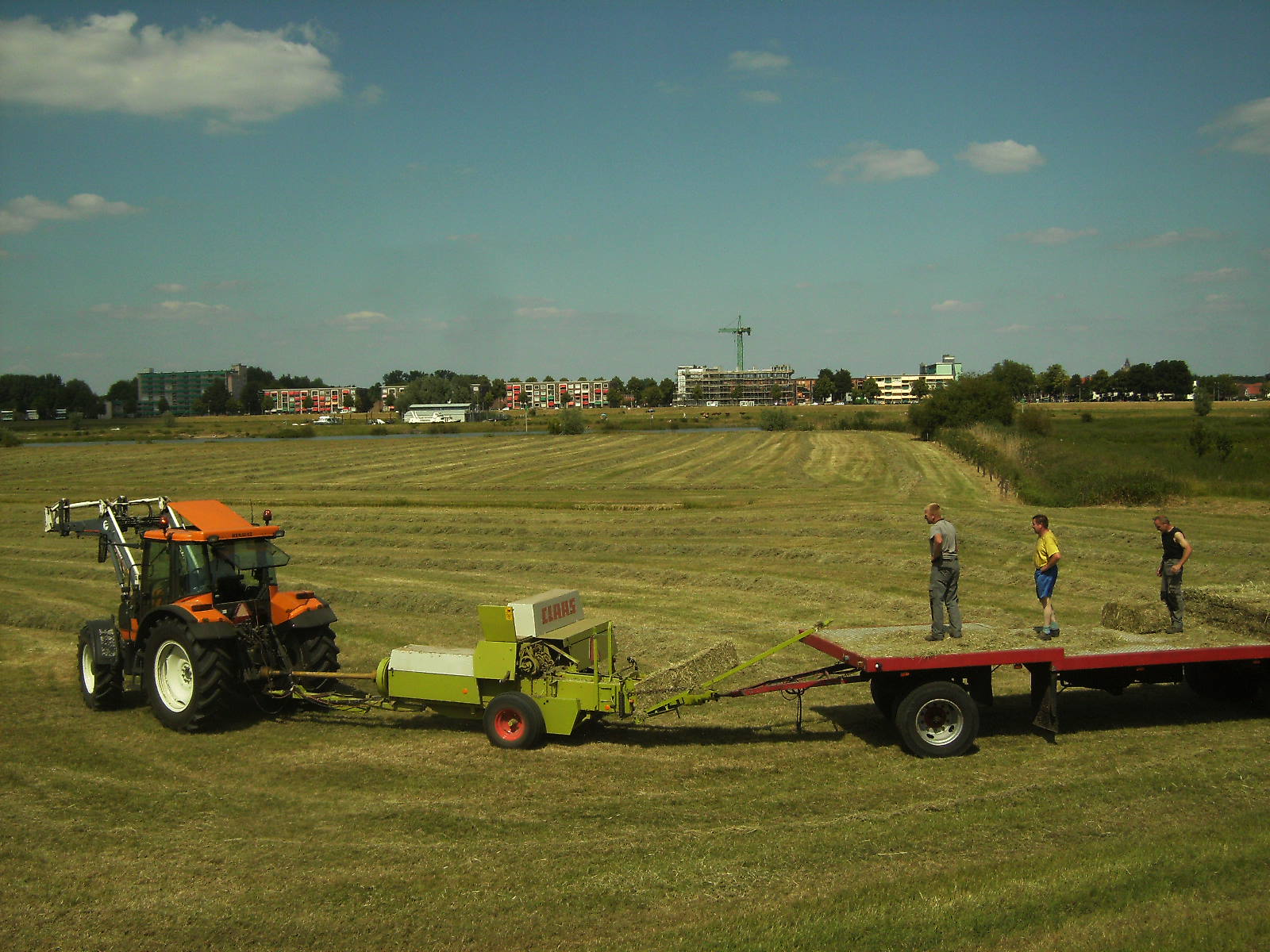
Mechanisatie: hooibalenpers in actie

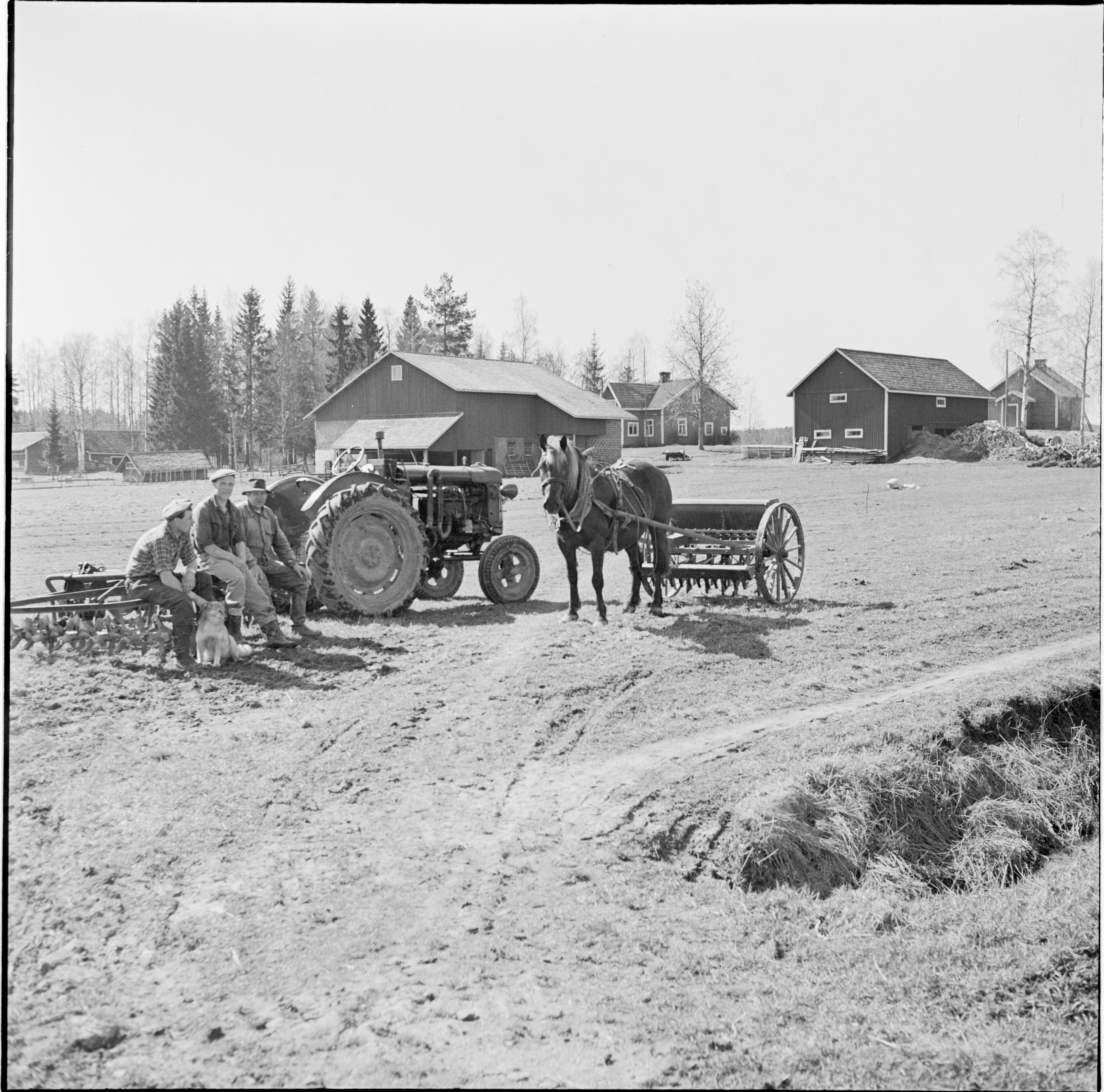
Tractor versus trekpaard in Finland 1954

Landbouwmechanisatie is het proces waarbij landarbeiders en trekdieren in de landbouw worden vervangen door machines. De landbouwmechanisatie volgde uit de industriële revolutie.
De eerste tractor kwam aan het eind van de 19e eeuw in Nederland. In de loop van de eerste helft van 20e eeuw kwam ook de mechanisatie in Nederland op gang. In het begin mondjes maat omdat de arbeid niet duur was in vergeleken met andere landen zoals Engeland en Amerika en op de kleine veldjes die er toen der tijd in Nederland waren was het praktischer om dit met paarden te blijven doen in deze tijd werden er wel veel nieuwe getrokken werktuigen gemaakt in Nederland zoals getrokken aardappelrooiers zaaimachines getrokken maaibalken en paardenharken.  
De totale mechanisatie volgde pas na de Tweede Wereldoorlog eind jaren 40. Toen verdwenen ook de landarbeiders en boerenknechten. Die vertrokken, vaak tegen hun zin, naar weliswaar beter betaalde banen in de industrie. 
De mechanisatie betekende rond de jaren zestig bijna overal een enorme teruggang in regionale rassen van trekpaarden, doordat zij niet meer in groten getale voor hun trekkracht gefokt hoefden te worden. 
Tegenwoordig wordt veel werk in de landbouw uitgevoerd door loonbedrijven.

## Bewegende beelden
|  |  |  |